# Галоян, Диана Робертовна
Диана Робертовна Галоян (арм. Դիանա Ռոբերտի Գալոյան), (род. 4 января, 1980, Ереван, Армянская ССР, СССР), армянский экономист, доктор экономических наук,  профессор.

## Биография
Диана Галоян родилась 4-го января 1980 г. в Ереване.
В 1996-2001 гг. училась на отделении “Мировая экономика” факультета общей экономики Ереванского государственного экономического института, окончила с отличием. В 2002 г. поступила в аспирантуру заочной формы обучения Армянского государственного экономического университета.
С 2005 г. работает на кафедре международных экономических отношений Армянского государственного экономического университета, сначала – в качестве ассистента, а с 2006 г. – в качестве доцента.
В 2008-2012 гг. работала (по совместительству) в качестве старшего научного сотрудника в Институте экономики имени М. Котаняна НАН РА. В 2013-2016 гг. преподавала в Центре европейских исследований Ереванского государственного университета. В 2017 г. решением Ученого совета АГЭУ избрана в должности заведующей кафедрой международных экономических отношений Армянского государственного экономического университета.
13-го мая 2019 г. назначена проректором по учебной части Армянского государственного экономического университета. С 22-го августа 2019 г. до 1-го июля 2020 г. являлась врио ректора АГЭУ.17-го июля 2020 г. по результатам конкурса на замещение вакантной должности ректора АГЭУ, избрана ректором АГЭУ, а 22-го декабря 2020 г. решением Правительства РА утверждена в должности ректора АГЭУ.
Принимала участие в различных международных исследовательских программах, курсах профессиональной переподготовки в США и странах ЕС, является международным экспертом Регионального офиса по сотрудничеству и миру Фонда имени Фридриха Эберта (Австрия).
В совершенстве владеет русским и английским языками.

## Ученые степени
В 2004 г. успешно защитила кандидатскую диссертацию и получила ученую степень кандидата экономических наук. В 2014 г. защитила докторскую диссертацию и получила ученую степень доктора экономических наук. В 2018 г. по решению Высшего аттестационного комитета РА получила ученое звание профессора.
Является автором около 60 научных публикаций.

## Семья
Имеет одного сына.